# 雙龍村
雙龍村（布農語：Isingan）是臺灣南投縣信義鄉的一個村，位於該鄉北部濁水溪流域，東依花蓮縣萬榮鄉，西接人和村，南鄰東埔村與花蓮縣卓溪鄉，北與地利村接壤。該村於1958年9月1日自人和村拆分而成立，村內有雙龍（伊西岸）等聚落。

## 交通動線
- 雙龍林道

## 設施與景點

### 雙龍
由日治時期的イシガン社（伊西岸）、イシロワ社、ラフラン社（拉夫郎）、カネトワン社（加年端）、カリタン社、テバウン社與ヒノコン社（西諾滾）七部落所組成。
| - 南投縣政府警察局信義分局雙龍派出所 - 南投縣立雙龍國民小學 - 天主教臺灣教省臺中教區雙龍教會 - 臺灣基督長老教會中布中會迪巴恩（Tibaun）教會 - 雙龍七彩吊橋 | - 三分所溫泉 - 加年端溫泉 - 丹大溫泉 - 山豬谷 - 九華崩壁 |

## 自然景觀
| - 濁水溪（濁水溪第一灣） - 丹大溪 - 郡大溪 - 巒大溪 - 哈伊拉羅溪 - 丹大西溪（九華瀑布） - 丹大東溪 - 堪姆卒溪 - 卡阿郎溪 | \| - 雙龍山 - 治茆山 - 密西可彎山 - 巒潭山 - 九華山 - 紅崖山 \| - 關門北山 - 關門山 - 大石公山 - 丹大山 - 義西請馬至山 - 天南可蘭山 \| - 丹大西溪第一、第二峽谷 |
| - 雙龍山 - 治茆山 - 密西可彎山 - 巒潭山 - 九華山 - 紅崖山                                                                | - 關門北山 - 關門山 - 大石公山 - 丹大山 - 義西請馬至山 - 天南可蘭山                                                                                             |